# CCL2
La chimiokine ligand 2 du motif C-C (chemokine (C-C motif) ligand 2 (CCL2)), aussi appelée monocyte chemoattractant protein 1 (MCP1), est une cytokine de type chimiokine. Ce dernier terme signifie que cette molécule a un pouvoir attractif sur certaines cellules immunitaires. Cette cytokine fait partie d’une des quatre sous-familles de chimiokines, soit celle à motif C-C. On l’a classée ainsi à cause de la présence de 2 liaisons covalentes cystéine-cystéine dont 2 des 4 cystéines impliquées sont consécutives dans la chaîne polypeptidique. Ses liaisons avec les 2 autres cystéines placées plus loin dans la chaîne aident le repliement pour la conformation tertiaire de la protéine. On la retrouve sous forme mono ou dimérique (2 chaînes polypeptidiques reliées entre elles).
Ses autres noms sont : HC11, MCAF, MCP-1, SCYA2, GDCF-2, SMC-CF, HSMCR30, MGC9434 et GDCF-2 HC11.
Son gène est le CCL2, situé sur le chromosome 17 humain (17q11.2-q12).

## Principe d'action
CCL2 est sécrété par les cellules endothéliales, les macrophages, les myocytes, les fibroblastes, etc. Elle produit son action chimioattractive sur les monocytes, les lymphocytes ainsi que les basophiles dont elle entraîne la dégranulation. Ces cellules sont sensibles à la protéine en question à cause de la présence du récepteur CCR2, un récepteur comprenant 7 passages transmembranaires étant associé à une protéine G. Les seules cellules immunitaires sur lesquelles la chimiokine n’ont pas d’effet sont les neutrophiles et les éosinophiles. Elle est en partie responsable de l’inflammation.
Cette cytokine attire les cellules par un gradient de concentration. Les leucocytes migrent vers les tissus à réparer ou ceux envahis par des antigènes en se rendant des endroits dont la concentration est plus faible en CCL2 vers les lieux les plus riches. En général, lors des situations les plus courantes, les monocytes sont attirés vers le site de lésion tissulaire par la sécrétion de CCL2 par les cellules endothéliales. Les monocytes sont ensuite recrutés dans le tissu en passant entre les cellules pavimenteuses endothéliales de petits vaisseaux puis maturent en macrophages qui eux-mêmes sécréteront la cytokine pour entraîner un plus grand recrutement.

## Maladies associées
CCL2 est impliqué dans plusieurs maladies caractérisées par l’infiltration de monocytes et autres cellules immunitaires comme la polyarthrite rhumatoïde, les thromboses, le neuroSIDA et plusieurs autres.

### Implication dans la polyarthrite rhumatoïde
L’utilisation de souris ayant une prédisposition à une forme d’arthrite se rapprochant des symptômes de l’arthrite rhumatoïde humaine a permis de constater le rôle de CCL2 dans cette maladie. Le mécanisme reste encore inconnu mais il semblerait que l’injection journalière de CCL2 dans les articulations de ces souris induirait l’arthrite. Des chercheurs ont pu observer à la suite de ce traitement l’infiltration de monocytes dans les articulations, la présence d’inflammation synoviale ainsi que de la destruction du cartilage. De plus, cette hypothèse est renforcée par l’expérimentation de l’injection journalière d’un antagoniste de CCL2 qui préviendrait l’arthrite rhumatoïde ou du moins en diminuerait les symptômes.

### Rôle dans les thromboses et l'athérome
Les thromboses peuvent être induites par l’augmentation de l’expression de CCL2 chez les patients souffrant d’athérosclérose. Ces patients ont généralement une concentration plasmatique N-nitro-L-arginine methyl ester (L-NAME) plus élevée que la moyenne. L-NAME est un inhibiteur du monoxyde d'azote (NO), un vasodilatateur endogène. L-NAME augmente la sécrétion de CCL2 par les cellules endothéliales. Cette cytokine a une action autocrine (se lie à un récepteur situé sur la cellule qui l’a sécrétée) et induit le recrutement de monocytes qui viennent aussi se lier aux cellules endothéliales. La liaison de CCL2 à son récepteur CCR2 ainsi que la liaison d’un monocyte sur son récepteur au niveau de la membrane endothéliale entraînent l’activation de protéines G qui induiront l’ouverture de canaux non-sélectifs aux cations. Une augmentation de l’influx de calcium dans la cellule induira, par une cascade de réactions, une augmentation de l’expression du facteur tissulaire, premier maillon de la cascade de la coagulation.
L'expression du CCL2 est stimulée par l'inflammation et une lésion tissulaire, intervenant dans la genèse de l'athérome. 
Un taux circulant augmenté est corrélé avec le risque de survenue d'un accident vasculaire cérébral.

### Combinaison CCL2 et VIH
CCL2 est aussi impliqué dans une maladie un peu plus récente, le neuroSIDA, caractérisé par des encéphalites et de la démence chez quelques patients atteints du syndrome d’immunodéficience acquise. Chez les patients atteints du virus de l'immunodéficience humaine (VIH) des chercheurs ont observé la présence d’une expression accrue de récepteurs CCR2 sur la membrane des leucocytes infectés. Ces cellules migrent vers le système nerveux central à cause de l’augmentation de la perméabilité de la barrière hématoencéphalique. Cette augmentation de perméabilité serait due à la cohabitation de 2 facteurs soit la présence de la chimiokine CCL2 ainsi que le virus lui-même. Sans un ou l’autre de ces facteurs, la barrière hématoencéphalique demeure à un niveau de perméabilité très faible.

### Autres implications de CCL2
- Rôle direct et indirect dans l’angiogenèse [11]
- Les tumeurs vasculaires sont associées à une surexpression de CCL2.
- Impliquée dans des maladies ayant différentes origines telles les maladies pulmonaires, rénales, cardiaques, troubles de l’équilibre glycémique dans l’obésité, etc.